# Félix Fernández (Fußballspieler)
Félix de Jesús Fernández Christileb (* 11. Januar 1967 in Mexiko-Stadt) ist ein ehemaliger mexikanischer Fußballspieler auf der Position des Torwarts.

## Laufbahn
Fernández wurde im Nachwuchsbereich des Club España ausgebildet und stand als Profi mehr als ein Jahrzehnt beim damals noch in der Hauptstadt beheimateten CF Atlante unter Vertrag, mit dem er in der Saison 1992/93 die mexikanische Fußballmeisterschaft gewann. Bei der Fußball-Weltmeisterschaft 1994 in den Vereinigten Staaten gehörte er zum mexikanischen WM-Aufgebot, kam aber als zweiter Torwart hinter Jorge Campos nicht zum Einsatz.

## Profistationen
- 1986–1988 Toros de Texcoco[1]
- 1989–1998 CF Atlante
- 1998–1999 Atlético Celaya
- 1999–2001 CF Atlante
- 2001–2002 Atlético Celaya
- 2002–2003 CF Atlante